# عربستان سعودی در المپیک تابستانی ۲۰۲۴
کاروان المپیکی عربستان سعودی، یکی از کاروان‌های شرکت‌کننده در بازی‌های المپیک تابستانی ۲۰۲۴ بود. این دوره از بازی‌ها از ۲۶ ژوئیه تا ۱۱ اوت ۲۰۲۴ (۵ تا ۲۱ امرداد ۱۴۰۳ خورشیدی) به میزبانی پاریس، پایتخت فرانسه برگزار شد. این حضور، سیزدهمین حضور کاروان عربستان در المپیک محسوب می‌شود. در‌ المپیک ۱۹۸۰ ، عربستان بخشی از حامیان ایالات‌متحده در تحریم المپیک بود.
کاروان عربستان نتوانست در این دوره هیچ مدالی کسب کند و در رده‌بندی نهایی این دوره از بازی‌ها جایی نداشت.

## شرکت‌کنندگان
عربستان تنها در چهار ورزش در این دوره نماینده داشت.
| ورزش        | مردان | زنان | کل |
| ----------- | ----- | ---- | -- |
| دو و میدانی | ۲     | ۰    | ۲  |
| سوارکاری    | ۳     | ۰    | ۳  |
| شنا         | ۱     | ۱    | ۲  |
| تکواندو     | ۰     | ۱    | ۱  |
| کل          | ۶     | ۲    | ۸  |

## تکواندو
برای نخستین‌بار از سال ۲۰۰۰، یک ورزشکار عربستانی جواز حضور در این رویداد را کسب کرد. دنیا ابوطالب تبدیل به نخستین زن عربستانی شد که در تکواندو در بازی‌های المپیک شرکت می‌کند. او جواز حضورش را با پیروزی در مرحله نیمه‌نهایی در ماده خود، در مسابقات انتخابی المپیک که به میزبانی تایان چین برگزار شد، به‌دست آورده بود.
او نخست با آویشاگ سمبرگ، ورزشکار اسرائیلی روبرو شد و از سد او گذشت. اما در مرحله بعدی شکست خورد و به بخش شانس مجدد راه یافت. ابوطالب با پیروزی در برابر رقیب مراکشی، در بازی مدال برنز در برابر مبینا نعمت‌زاده، نماینده کاروان ایران قرار گرفت و درحالی‌که تنها شانس عربستانی‌ها برای کسب دست‌کم یک مدال بود، در این مسابقه شکست خورد و از رسیدن به مدال بازماند.
| ورزشکار      | رویداد          | مقدماتی                  | یک چهارم نهایی                 | نیمه نهایی  | شانس مجدد                  | نهایی / برنز              | نهایی / برنز |
| ورزشکار      | رویداد          | رقیب نتیجه               | رقیب نتیجه                     | رقیب نتیجه  | رقیب نتیجه                 | رقیب نتیجه                | رتبه         |
| ------------ | --------------- | ------------------------ | ------------------------------ | ----------- | -------------------------- | ------------------------- | ------------ |
| دنیا ابوطالب | ۴۹ کیلوگرم زنان | سمبرگ (ISR) · پیروزی ۲-۱ | وونگپاتاناکیت (THA) · شکست ۰-۲ | پیشروی نکرد | البوشتی (MAR) · پیروزی ۲-۰ | نعمت‌زاده (IRI) · شکست ۰-۲ | ۵            |